# 三宅俊輔
三宅 俊輔（みやけ しゅんすけ、嘉永7年10月10日（1854年11月29日） - 1926年）は、日本のクリスチャン医師。ハンセン病病院、回春病院に30年間勤務し、ハンナ・リデルを助け、患者の治療、管理に、実質的にその病院を支え、患者にも慕われた。

## 生涯
1854年10月10日、石見国（現・島根県）の医家三宅雄仙の二男に生れた。1874年上京。桑田衡平の家塾で医学をおさめ、後にエルヴィン・フォン・ベルツの指導を受けた。1878年には内務省医師開業免状を得、故郷に近い津和野で開業。1890年山口県山口市に移転。1881年、下関にある赤間関教会の青山昇三郎牧師から受洗、2年後は両親も受洗した。1893年長崎へ、翌年には谷山（鹿児島県）や指宿へ赴く。伝道師としても活躍。1897年ハンナ・リデルに招かれ回春病院に医師として赴任。院内に居住し、30年その職にあった。リデルは病院に週2回しかこなかったが、彼が病院をまかせられていた。1908年：秋山牧師、福田令寿らと共に紫苑会診療所を開き、貧しい人々を無料で治療した。1921年：内務省より無私の奉仕により、(unselfish services)表彰を受ける。1926年没。

## 回春病院での仕事と人柄
30年間回春病院の院長職にあった。なお、同病院の初代の院長は三重県の五味医師、2代目は熊本県の田尻寅雄であったが、同氏は週に1回ほどしか訪れていない。彼は実質最初の院長である。たいへん真面目な性格で、時にはリデルと患者の間に入って患者を守り、皆から信頼されていた。彼は院長というより、患者のよき友であった。患者からは慈父として慕われたが、患者玉木愛子（のちに国立療養所長島愛生園に移動した）は「先生の風采は色白な田舎の村風子」と言われた。再婚したが家庭にあっては病弱な妻を助けて家事をしたので、初めて会う人は下男と間違えた。ユーモアがあり皮肉も言ったが患者には慕われた。回春病院はハンナ・リデルの名前で知られているが、それは三宅俊輔のような全てを任せられるような人がいたからである。

## 文献
- 内田守『ユーカリの実るを待ちて』 1976 　リデル・ライト記念老人ホーム　熊本
- 森幹郎『足跡は消えても)』  1963 　キリスト教新聞社
- 飛松甚吾『Hannah Riddell』 1937 　リデル・ライト両女史顕彰会(1993年復刻)
- Julia Boyd『Hannah Riddell, An Englishwoman in Japan』1996  Charles E. Tuttle, Tokyo. この本には、三宅俊輔が着物、下駄姿の写真がある。手には扇子を持っている。